# 서부저빌
서부저빌(Gerbillus hesperinus)은 황무지쥐아과에 속하는 설치류의 일종이다. 주로 모로코 지역에 분포한다. 국제 자연 보전 연맹(IUCN)이 절멸위기종으로 분류하고 있다.

## 특징
꼬리 길이 98~110mm를 제외한 몸길이가 90~114mm인 작은 설치류로 발 길이는 20~28mm, 귀 길이는 13~19mm이다. 털은 길고 부드럽다. 등 쪽 털은 누르스름한 갈색을 띠는 반면에 옆구리는 불그스레한 갈색이고 배와 턱, 목, 다리는 희다. 핵형은 2n=58, FN=76이다.

## 생태
땅 위에서 주로 생활하는 육상성 동물이다.

## 분포 및 서식지
모로코 중부-서부의 에사우이라 지역에서만 알려져 있다. 해안가 근처의 모래 환경에서 서식한다.